# Centro di studi filologici e linguistici siciliani
Il Centro di studi filologici e linguistici siciliani (CSFLS) è un'organizzazione non lucrativa di utilità sociale, riconosciuta con il DPRS del 20 maggio 1951, che punta a promuovere lo studio del siciliano antico e moderno.
Dal 2009 presidente del centro è Giovanni Ruffino, ordinario di linguistica italiana all'Università di Palermo.

## Storia
Il centro fu fondato nel 1951, dai docenti universitari e studiosi Salvatore Battaglia, Ettore Li Gotti, Antonino Pagliaro, Giorgio Piccitto, Salvatore Santangelo, Franco Restivo e Lauro Chiazzese.
Ha la sua sede al Dipartimento di Scienze umanistiche dell'Università di Palermo in viale delle Scienze, ed è sotto il patronato della Presidenza della Regione Siciliana e dei rettori delle università siciliane. 
Nel 1977, apparve il 1° volume del "Vocabolario Siciliano", fondato da Giorgio Piccitto, con il completamento dell’opera, col 5° volume, nel 2002.
L’attività del Centro è sostenuta dalla Legge della Regione Siciliana n. 54 del 21 agosto 1984.
Nel 1989 venne presentato il progetto dell’"Atlante Linguistico della Sicilia" (ALS) promosso dal prof. Giovanni Ruffino, tuttora in corso, e che ha l'obiettivo di "documentare repertorio linguistico dei siciliani, dallo stadio più arcaico del dialetto ai livelli più spinti di italianizzazione".
Dall'anno di fondazione al 2013, il centro ha all'attivo 173 pubblicazioni di materiale di riferimento riguardante la lingua siciliana.

## Funzioni e attività
Secondo il suo statuto, il CSFLS «si propone di promuovere gli studi sul siciliano antico e moderno, considerato in tutti i suoi aspetti e correlazioni, realizzando ogni iniziativa al detto fine attinente. Particolarmente si propone: a) la pubblicazione di una «Collezione di testi siciliani dei secoli XIV e XV»; b) la pubblicazione di un grande vocabolario delle parlate siciliane; c) la pubblicazione di collane e di ogni altra opera, in cui trovino organica sistemazione le attività di ricerca nel campo degli studi filologici e linguistici siciliani, programmate dal Consiglio direttivo; d) la edizione di un «Bollettino» che, oltre ad illustrare i programmi e le attività del Centro, accolga studi filologici e linguistici riguardanti la Sicilia, nonché l'edizione di eventuali altre pubblicazioni periodiche dirette a illustrare i programmi e le attività del Centro».
Sono presenti inoltre l’Archivio sonoro delle parlate siciliane e l’Archivio fotografico, iconografico e filmico. In collaborazione con l'università di Catania e il CNR ha dato vita al "Corpus Artesia", archivio testuale del siciliano antico.
Annualmente vengono distribuite borse di studio a studenti universitari per studi sulla lingua siciliana.

## Pubblicazioni
- Vocabolario Siciliano in 5 volumi
- Vocabolario storico-etimologico del siciliano
- Bollettino dell'Archivio delle parlate siciliane
- Collezione di testi siciliani dei secoli XIV e XV
- Supplementi al "Bollettino", serie mediolatina e umanistica
- Collana dell'Atlante linguistico siciliano

## Soci principali
- Salvatore Battaglia
- Gian Luigi Beccaria
- Gaetano Berruto
- Remo Bracchi
- Francesco Bruni
- Antonino Buttitta
- Tullio De Mauro
- Michele Loporcaro
- Nicoletta Maraschio
- Max Pfister
- Antonino Pagliaro

- Giorgio Piccitto
- Edgar Radtke
- Giovanni Ruffino
- Francesco Sabatini
- Wolfgang Schweickard
- Luca Serianni
- Alfredo Stussi
- Tullio Telmon
- Fiorenzo Toso
- Alberto Varvaro

## Presidenti
- Lauro Chiazzese
- Franco Restivo
- Mario Fasino
- Antonino Buttitta
- Giovanni Ruffino